# Motivo (singolo)
Motivo è un singolo della cantautrice italiana Gianna Nannini, pubblicato il 3 gennaio 2020 come secondo estratto dal ventesimo album in studio La differenza.
Il singolo ha visto la collaborazione del cantante e rapper italiano Coez.

## Video musicale
Il videoclip è stato pubblicato il 7 gennaio 2020 sul canale YouTube della cantante.